# Montecreto
Montecreto (Muntcrêt in dialetto frignanese) è un comune italiano di 963 abitanti della provincia di Modena in Emilia-Romagna, situato a sud del capoluogo, fa parte dell'Unione dei comuni del Frignano.

## Geografia fisica
Montecreto sorge a 900 metri su un'altura, arroccata attorno alla chiesa di San Giovanni, che domina la valle del torrente Scoltenna. Il suo territorio comunale si estende lungo il versante destro della vallata e si spinge fino alle cime dei Monti Rondinara, Cavrile, Cervarola.
Il paese è immerso in boschi di castagni (Castanea sativa), faggi (Fagus sylvatica) e abeti (Abies alba), che nelle zone più alte lasciano il posto a piante di mirtilli (Vaccinium myrtillus) e lamponi (Rubus idaeus). La fauna è molto ricca, vi si possono vedere il daino (Dama dama), la marmotta (Marmota marmota), la poiana (Buteo buteo) e non mancano tracce di qualche lupo (Canis lupus).

## Storia
Nel XII secolo la Rocca si assoggettò al potere dei Gualandelli. Nel 1205 i Gualandelli cedettero il Castello di Montecreto al Comune di Modena, pur rimanendo padroni di Montecreto fino al 1277, anno della definitiva resa del Frignano al Comune di Modena. Nel 1406-1408 il paese fu espugnato e distrutto dalle truppe del marchese Nicolò III d'Este. Con l'estinzione della famiglia Gualandelli nel borgo s'affermò la famiglia Ballotti, della quale possiamo ancora ammirare la cappella nella chiesa parrocchiale. A metà Cinquecento venne fondato in Montecreto un convento di suore domenicane ad opera di don Ballotti. Alla fine del Cinquecento l'abitato di Montecreto aveva raggiunto la sua forma attuale a corti chiuse con funzione difensiva. Fu spogliato di tutti i beni da un saccheggio delle truppe napoleoniche alla fine del Settecento.
Il 6 marzo 1915 il comune di Montecreto fu distaccato dal mandamento di Lama Mocogno e aggregato a quello di Fanano.

## Monumenti e luoghi d'interesse
- Chiesa di San Giovanni Battista
- Parco dei Castagni
- Miniere di Montecreto
- Museo "La Casa dei Leoni di Pietra"

## Società

### Evoluzione demografica
Abitanti censiti

## Attività all'aria aperta
In questo territorio vengono praticate numerose attività sportive all'aria aperta: trekking, escursioni guidate, nordic walking, tour in e-bike e tanto altro. All'interno del territorio di Montecreto si trovano diversi parchi e aree verdi come il Parco dei Castagni, la Borella e il Parco della stazione. Vi è situata anche una seggiovia che trasporta i turisti fino in cima alla montagna; da lì dista solo 30 minuti a piedi il Lago della Ninfa (Sestola).

## Cultura
Montecreto è una località storica per la villeggiatura estiva. Per quanto riguarda la stagione invernale, i turisti vengono richiamati dagli impianti per gli sport invernali (sci e pattinaggio).
Il calendario eventi di Montecreto è ricco di appuntamenti durante tutto l'anno. Tra le più importanti feste di paese ricordiamo:
- La "Festa della Castagna", che si svolge nel Parco dei Castagni l'ultimo weekend di ottobre, nel periodo dell'anno privilegiato per la raccolta e la consumazione della castagna
- Il "Palio degli Asini", un appuntamento pluridecennale che richiama nel piccolo borgo centinaia di visitatori. Il palio degli asini si svolge durante una delle prime domeniche d'estate. Gli abitanti di Montecreto si dividono in 6 contrade pronte a darsi battaglia per la conquista del palio raffigurante la Madonna del Trogolino. Per vincere, i contendenti si sfidano in una gara di velocità a bordo di 6 asinelli
- La "Festa della Birra", una delle principali manifestazioni a stampo gastronomico organizzata nel mese di agosto all'interno della splendida cornice del Parco dei Castagni

## Economia

### Turismo
Il Comune di Montecreto basa gran parte del suo indotto sul turismo che durante tutto l'anno porta flussi di visitatori nel territorio del Monte Cimone.

## Amministrazione
Fa parte dell'Unione dei comuni del Frignano, che ha il proprio capoluogo a Pavullo nel Frignano.
| Periodo        | Periodo        | Primo cittadino    | Partito                                       | Carica  | Note  |
| -------------- | -------------- | ------------------ | --------------------------------------------- | ------- | ----- |
| 12 maggio 1985 | 13 luglio 1991 | Cesare Mucci       | Democrazia Cristiana                          | Sindaco | [ 6 ] |
| 30 agosto 1991 | 22 aprile 1995 | Marco Ladurini     | Democrazia Cristiana                          | Sindaco | [ 6 ] |
| 23 aprile 1995 | 12 giugno 1999 | Marco Ladurini     | Partito Popolare Italiano                     | Sindaco | [ 6 ] |
| 13 giugno 1999 | 6 giugno 2009  | Luciano Beccati    | centro-sinistra                               | Sindaco | [ 6 ] |
| 7 giugno 2009  | 25 maggio 2014 | Maurizio Cadegiani | lista civica Oltre con Montecreto             | Sindaco | [ 6 ] |
| 26 maggio 2014 | 9 giugno 2024  | Leandro Bonucchi   | lista civica Per Montecreto                   | Sindaco | [ 7 ] |
| 10 giugno 2024 | in carica      | Giuseppe Ballotti  | lista civica Montecreto il paese che vogliamo | Sindaco | [ 6 ] |